# Papamosques embridat
El papamosques embridat (Vauriella gularis) és una espècie d'ocell de la família dels muscicàpids (Muscicapidae) endèmica del nord de Borneo. El seu hàbitat natural són els boscos tropicals i subtropicals de frondoses humits de l'estatge montà. El seu estat de conservació es considera de risc mínim.